# Ludwig Puttrich
Ludwig Puttrich (* 30. April 1783 in Dresden; † 2. September 1856 in Leipzig) war ein deutscher Rechtsanwalt, der als Kunsthistoriker Bedeutung erlangte. 

## Leben
Ludwig Puttrich war der Sohn des kurfürstlich-sächsischen Jagd- und Floß-Sekretärs Johann August Puttrich. 1801 begann er in Leipzig ein Studium der Rechtswissenschaften. Ab 1807 wirkte er hier als Oberhofgerichts-Konsistorialadvokat.
Nebenbei betrieb er als eifriger Sammler und Forscher kunstgeschichtliche Studien. 1824 gründete Puttrich zusammen mit dem Buchhändler und Antiquar. August Weigel (1773–1846) und dem Verlagsbuchhändler Wilhelm Ambrosius Barth (1790–1851) einen „Verein der Freunde der bildenden Kunst …“ zur Förderung lebender sächsischer Künstler.  Jedoch fand dieser vom sächsischen Hof keine Bestätigung. 1828 war Puttrich der Begründer der sogenannten Sonnabend-Gesellschaft, die sich 1840 als Leipziger Verein der Kunstfreunde dem seit 1837 bestehenden Kunstverein zum nunmehrigen Leipziger Kunstverein anschloss. 
Von 1832 bis 1852 arbeitete er an seinem Hauptwerk „Denkmale der Baukunst des Mittelalters in Sachsen“. Unterstützt wurde er dabei von Gottlieb Wilhelm Geyser. Er war Sammler und Mäzen, der Briefe mit Caspar David Friedrich wechselte und mit anderen Kunsthistorikern seiner Zeit zusammenarbeitete. Zum zweiten Band seines Werkes lieferte Carl Peter Lepsius, der Vater des Ägyptologen Karl Richard Lepsius Beiträge. 
Als Rudolf Wiegmann 1842 die Bildung eines ganz Deutschland umfassenden Vereins für die Geschichte der mittelalterlichen Baukunst vorschlug, zählte Puttrich wie Sulpiz Boisserée, Ludwig Hoffstadt, Heinrich Hübsch, Georg Moller, Johann Claudius von Lassaulx, Ferdinand von Quast, Christian Wilhelm Schmidt, Karl Schnaase und Friedrich August Stüler zu den Unterstützern der Idee.
Puttrichs bedeutendstes Verdienst ist sein Einsatz bei Herzog Leopold von Anhalt-Dessau für die Restaurierung der profanierten und vom Verfall bedrohten Stiftskirche St. Cyriakus in Gernrode.

## Schriften
- Denkmale der Baukunst des Mittelalters in Sachsen:

1. Abteilung, Leipzig 1836–1843: Das Königreich Sachsen, Das Großherzogtum und die Herzogthümer Ernestinischer Linie, nebst Anhalt, Schwarzburg, Reuss
1. Band
Die Schlosskirche zu Wechselburg
Die goldene Pforte zu Freiberg
Die Herzoglich Anhalt’schen Lande
Die Fürstlich Schwarzburg’schen Lande
2. Band
Schloss und Dom zu Meissen
Das Herzogthum Sachsen-Altenburg
Das Großherzogthum Sachsen-Weimar-Eisenach
Das Herzogthum Sachsen-Coburg-Gotha
Das Herzogthum Sachsen-Meiningen-Hildburghausen
Das Fürstenhaus Reuss (nebst Dresden, Leipzig, Altenzelle, Zwickau, Oybin)
2. Abteilung: Die königliche preussische Provinz Sachsen, Leipzig 1850
1. Band
Merseburg
Kloster Memleben, Schraplau und Treben
Schulpforte
Die Stadtkirche zu Freiburg a. d. Unstrut
Naumburg an der Saale, sein Dom
2. Band
Eisleben, Sangerhausen, Querfurt, Konradsburg
Halle, Petersberg, Landsberg
Jüterbog, Zinna, Treuenbrietzen
Erfurt, sein Dom
Die gräflich Stolberg’schen Besitzungen im Harz
Die königlich Preussische Lausitz
Mühlhausen, Nordhausen, Heiligenstadt
Wittenberg, Zeitz, Mühlberg
- Systematische Darstellung der Entwicklung der Baukunst in den obersächsischen Ländern, Schlusstext und Band 5 der: Denkmale der Baukunst des Mittelalters in Sachsen, Leipzig 1852
- Schloss Wartburg und Eisenach. In: Mittelalterliche Bauwerke im Grossherzogtum Sachsen-Weimar Eisenach, S. 3–16.